# Čemernica Lonjska
Čemernica Lonjska – wieś w Chorwacji, w żupanii zagrzebskiej, w gminie Kloštar Ivanić. W 2011 roku liczyła 261 mieszkańców.